# Soldier of Fortune (Soldato di ventura)
Soldier of Fortune (Soldato di ventura) è un film del 1990 diretto da Pierluigi Ciriaci.

## Trama
Un mercenario viene assunto per portare un professore in una zona desolata dove un MIG russo è precipitato in modo che il professore recuperi l'aereo. Tuttavia, i russi non vogliono che nessuno tranne loro stessi metta le mani sull'aereo, perché a quanto pare l'aereo non è proprio quello che dovrebbe essere.